# Gordon Freeman
Gordon Freeman es un personaje ficticio y protagonista principal de la serie de videojuegos Half Life, creado por Gabe Newell y diseñado por él, Marc Laidlaw, Chuck Jones y Dhabih Eng de Valve. Gordon Freeman es un hombre americano de Seattle, Graduado en MIT con un PhD en Física Teórica. Fue un empleado en Black Mesa.
Gordon Freeman ha sido bien recibido por críticos, y varios sitios de videojuegos que lo consideran a menudo unos de los personajes de videojuegos más grandes de todos los tiempos.

## Diseño del Personaje
El Director de Half-Life Gabe Newell acuñó el nombre "Gordon Freeman" durante una conversación con el escritor Marc Laidlaw en su coche. Incluye un homenaje al físico y filósofo Freeman Dyson. Newell propuso a Laidlaw ponerle el nombre, "Dyson Poincaré", pero al final terminaron poniéndole Gordon Freeman. La textura para la cabeza de Gordon era "demasiado difícil para el trabajo de una sola persona", así que diseñadores de Valve combinaron referencias de cuatro personas. Un modelo temprano de Gordon, apodado como "Iván el Motociclista Espacial", era un hombre corpulento y con bastante barba que lleva equipado un traje de protección de color amarillo. Otras versiones del concepto de Gordon presentó anteojos diferentes, una coleta, y un casco.
Gordon nunca habla, toda acción está vista a través de los ojos de Gordon, con el jugador reteniendo control de las acciones de Gordon casi todo el tiempo. El rostro de Gordon es solo visto en la carátula y menú de juegos, y también en anuncios, y fue visto por primera vez en apariencia en Half-Life: Alyx. Gabe Newell declaró que Valve no ve ninguna razón para darle voz a Gordon.
Gordon lleva un traje especial conocido como HEV el cual está diseñado para proteger al usuario de radiación, caudales de energía, etc. La característica principal del traje es su armadura reactiva de alto-impacto. El traje totalmente cargado puede sobrevivir varios golpes de armas pequeñas e incluso un disparo de lanzacohete. El traje puede ser recargado por varios medios, y tiene su suministro de oxígeno propio e inyectores médicos, como morfina y neurotoxina. También incluye una linterna, una radio y varios dispositivos más. El traje contiene un sistema de ordenador que constantemente controla la salud del usuario y sus señales vitales, y reacciona a cualquier cambio en la condición del usuario. También proyecta un HUD el cual muestra la salud y el traje HEV de Gordon. Más adelante en el juego, el traje es equipado con un módulo de salto largo opcional así que Gordon puede saltar distancias grandes. En Half-Life 2 Gordon recibe el nuevo traje H.E.V. Mark V, el cual carece del módulo de salto largo pero obtiene varias capacidades nuevas. Como Zoom visual, inyector de anti-veneno, etc.
El Mark V inicialmente utilizó una fuente de poder sola para la linterna, el correr, y un suministro de oxígeno; pero en Half life 2: Episode Two la linterna fue separada de las otras dos acciones (correr y el suministro de oxígeno) para una mejor experiencia de juego. El símbolo del traje HEV es una letra griega conocida como Lambda, λ. Este símbolo es utilizado por científicos para denotar la constante decadencia de los elementos radiactivos (relacionados al periodo de semidesintegración de un elemento). Ese es el motivo por el que aparece en el traje de Gordon, como en el título (Hλlf-Life, semidesintegración en inglés), y en el nombre del complejo Black Mesa, en donde los experimentos de teletransportación son conducidos en el primer juego. El símbolo Lambda es también visto en Half-Life 2 usado por la resistencia humana en honor a Freeman.

## Historia

### Biografía
Gordon es nativo de Seattle, Washington, Freeman albergó un interés temprano en la física teórica, como la mecánica cuántica y la Teoría de la relatividad. Sus inspiradores fueron Albert Einstein, Stephen Hawking y Richard Feynman.
No tiene dependientes y se graduó del MIT, habiendo obtenido un Ph.D. en física teórica.
Después de graduarse del MIT, Gordon viaja a Austria y observa una serie de experimentos de teletransportación realizados por el Instituto de Física Experimental en Innsbruck, pero se desilusiona con el lento ritmo de la investigación de teletransportación en la academia y comienza a buscar trabajo fuera del sector educativo. Por coincidencia, el mentor de Freeman en el MIT, el Dr. Isaac Kleiner, se ha hecho cargo de un proyecto de investigación en un centro de investigación integrado de propiedad estatal conocido como Black Mesa Research Facility y le ofrece un trabajo a Freeman. Él acepta, esperando que al menos parte de la inmensa financiación se destinará a aplicaciones civiles de astrofísica y computación cuántica.

### Half-Life

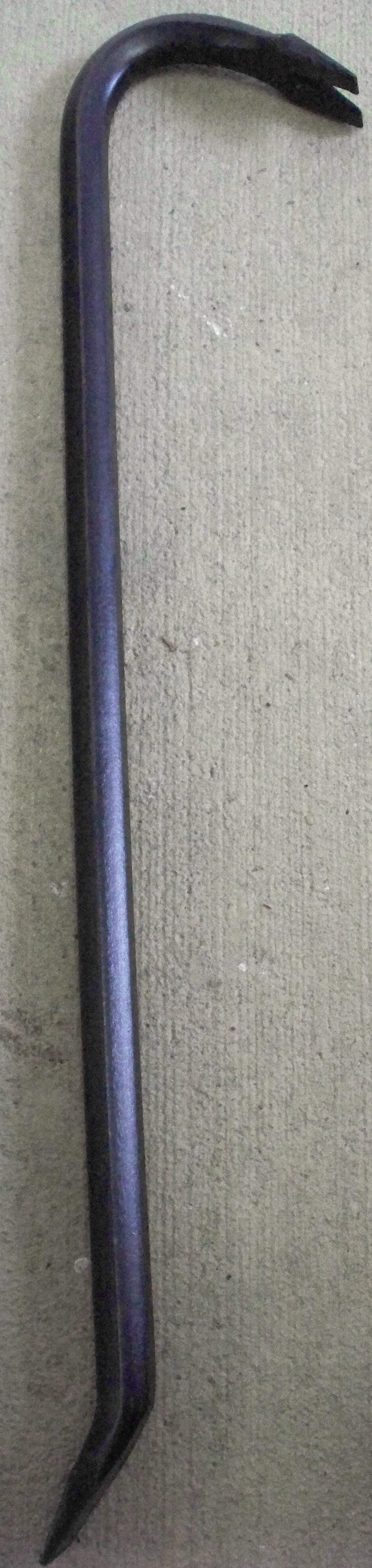
Una palanca, arma icónica de Freeman.

En Half-Life, Gordon Freeman es un científico, quien trabaja en las instalaciones de Black Mesa en el sector C, con el equipo de materiales anómalos. En lo que parecía ser un día típico, Gordon y su equipo realizaron un experimento con un cristal de origen desconocido, sin embargo algo sale mal y el experimento abre una fisura interdimensional en el espacio-tiempo. Formas de vida alienígenas de la dimensión Xen se teletransportan a través de múltiples brechas dentro de la instalaciones, atacando al personal. A medida que el personal científico, militar y civil cae bajo el ataque alienígena, Freeman se ve obligado a luchar, siendo no sólo atacado por los monstruos alienígenas, sino también por la Unidad de Combate de Entornos Peligrosos (HECU: Hazardous Environment Combat Unit), una fuerza militar del Cuerpo de Marines enviada para contener la situación y silenciar al personal de Black Mesa.
El físico teórico inexperto de alguna manera logra sobrevivir al caos, impresionando a los pocos científicos supervivientes y guardias de seguridad con sus actos heroicos, convirtiéndose rápidamente en el objetivo de alta prioridad de la HECU. Freeman finalmente logra llegar al complejo Lambda, donde es transportado a Xen con el objetivo de derrotar al líder de la invasión alienígena. Después de la exitosa eliminación del líder alienígena Nihilanth, Freeman conoce al G-Man, quien ha estado observando a Freeman durante todo el incidente de Black Mesa. Él, brevemente teletransporta a Freeman a varios lugares de la Tierra y Xen, terminando en el tren que abordó el día del incidente donde le ofrece dos opciones,  trabajar para él y sus misteriosos "empleadores" o en caso contrario, le ofrece una batalla en la que no podrá ganar. Gordon acepta trabajar para él y es puesto en animación suspendida.

### Half-Life 2
Half-Life 2 comienza cuando G-Man habla con Gordon luego de mantenerlo en animación suspendida durante casi dos décadas, durante las cuales no envejeció físicamente. Gordon despierta en un tren con destino a la Ciudad 17. Freeman aprende rápidamente que la Tierra ha sido conquistada y ocupada por el imperio trans-dimensional, La Alianza, con una fuerza militar lo suficientemente poderosa como para dominar la totalidad de las naciones de la Tierra en un período de 7 horas. Pronto se encuentra con varios de sus antiguos colegas de Black Mesa, incluyendo a Isaac Kleiner, Barney Calhoun, Judith Mossman y Eli Vance y también con su hija Alyx Vance y su mascota robot Dog, y se une a la resistencia contra la Alianza, dirigida por el Dr. Wallace Breen, antiguo administrador de Gordon en Black Mesa.
Durante el transcurso del juego, Gordon lucha contra las fuerzas de la Alianza a fin de liberar a la humanidad y a los sus ahora aliados, los Vortigaunts. Ya famoso por su papel en el incidente de Black Mesa, Gordon desarrolla rápidamente una reputación legendaria entre la población humana sobreviviente de la Tierra, que comienza a mirar hacia él y se refieren a él por títulos tales como "El Hombre Libre" ("The Free Man" en inglés, siendo referencia a su apellido). Después de acabar con decenas de soldados, Gordon dirige un asalto en la prisión Nova Prospekt junto con Alyx para rescatar a Eli y donde también descubren que Judith era una traidora. Finalmente ambos escapan destruyendo la prisión lo que provoca una rebelión a gran escala, con la batalla principal tomando lugar en la Ciudad 17, en la que ambos se convierten en combatientes. Gordon, luego, se infiltra en la base de operaciones de la Alianza en la Tierra, la ciudadela de la Ciudad 17, sin embargo es capturado junto a Alyx y Eli. Sin embargo son liberados por la Doctora Mossman, y, con la ayuda de Alyx, Gordon destruye el reactor de energía oscura de la ciudadela.
Al hacerlo, también evita que Breen escape hacia el mundo de la Alianza, matándolo. Aunque queda atrapado en la explosión del reactor junto con Alyx, Gordon es rescatado por el G-Man (aparentemente dejando a Alyx para morir), quien le dice a Freeman que está impresionado con su trabajo y ha recibido "varias ofertas tentadoras" por sus "servicios". Él pone a Freeman de nuevo en éxtasis, esta vez sin darle "la ilusión de elección libre".

#### Half-Life 2: Episode One
Gordon se reúne con Alyx Vance, siendo ambos rescatados por los Vortigaunts, desagradando grandemente al G-Man. Gordon recupera la conciencia bajo un montón de escombros y es encontrado por Alyx y Dog. Su proximidad a la ciudadela, junto con su inminente explosión, que destruiría gran parte de Ciudad 17, les obliga a regresar al interior para estabilizar el núcleo, deteniendo la explosión del reactor lo suficiente para que tanto ellos como gran parte de la población huya. Gordon y Alyx logran hacerlo, pero se enteran de que las fuerzas locales de la Alianza están tratando de enviar un mensaje de ayuda hacia su mundo, utilizando la destrucción de la Ciudadela para impulsar la transmisión, además también descubren que aparentemente Breen nunca estuvo en verdad a cargo de la Alianza, sino unas criaturas llamadas Consejeros, teniendo un encuentro con uno de ellos en la Ciudadela,
La Alianza considera esto positivo, ya que la explosión subsiguiente destruiría a toda la Ciudad 17 y gran parte de los alrededores, junto con cualquier ser vivo que se encuentre en el radio de la explosión. Con una copia del mensaje, Gordon y Alyx escapan de la ciudadela y se encuentran con Barney y otros supervivientes, a quienes ayudan a escapar de incontables tropas de la Alianza, que persiguen a Gordon y Alyx por haber robado la información de la Ciudadela. El dúo finalmente escapa de Ciudad 17 a través de un tren de evacuación mientras el núcleo de la Ciudadela se vuelve crítico y explota, enviando el mensaje. La gigantesca onda de choque resultante descarrila su tren. (Después de este último evento no se vuelve a ver más a Barney, pero se presume que está vivo.)

#### Half-Life 2: Episode Two
Gordon despierta en el tren destrozado y es liberado por Alyx, y ambos observan que un enorme superportal se está formando sobre lo que alguna vez fue Ciudad 17, lo que permitirá a la Alianza enviar refuerzos una vez que esté completamente formado. Los datos que ellos transportan son la clave para destruirlo. Gordon y Alyx se dirigen a la base de la resistencia, White Forest, donde los datos pueden ser enviados a un satélite en órbita a través de un cohete, lo que permitirá que la resistencia cierre el portal. Después de que Alyx es herida críticamente por un Raptor, Gordon ayuda a los Vortigaunts a salvarla con un ritual de sanación, dando al G-Man la oportunidad de hablar con Gordon. Durante esta conversación, el G-Man revela a Gordon que salvó Alyx del incidente de Black Mesa. También induce un mensaje en el cerebro de Alyx para su padre: "Prepárate para consecuencias imprevistas".
Cuando el dúo llega a White Forest, después de un casi mortal encuentro con un Consejero de la Alianza (aparentemente el mismo que encontraron en la ciudadela), se reúnen con Eli y Kleiner, y se presentan formalmente al Dr. Arne Magnusson, quien está al mando de la base. Después de que Gordon sella el silo secundario de la base ante un ataque sorpresivo de la Alianza, Gordon, Alyx, Kleiner y Eli observan la transmisión de la Dra. Mossman, adquirida con los datos robados de la Ciudadela. Revela que ella ha localizado el Borealis, un buque de investigación de Aperture Science que contiene una tecnología increíblemente avanzada, algo supuestamente capaz de causar "otra Black Mesa". El G-Man obliga Alyx a entregar su mensaje subconscientemente, causando un gran sobresalto en Eli. Una vez que Eli está a solas con Gordon, revela que él también conoce al G-Man, refiriéndose a él como "nuestro viejo amigo". Con la Alianza ahora enviando Zancudos para destruir el cohete, Magnusson recluta la ayuda de Gordon para detenerlos a través del uso de sus dispositivos explosivos especiales conocidos como "Dispositivos Magnusson".
Después de repeler el ataque, el cohete es finalmente lanzado y el portal es cerrado. Mientras Gordon y Alyx se preparan para irse al ártico para encontrar el Borealis en un viejo helicóptero, son emboscados por Consejeros, que someten a Alyx y Gordon y asesinan a Eli antes de que Dog los obligue a huir. El juego termina con Alyx llorando sobre el cuerpo de su padre.

### Half-Life: Alyx
Gordon es mostrado a Alyx por G-Man al final de Half-Life: Alyx. Se había disgustado por la "falta de progreso" que Gordon había logrado, y Alyx sería un reemplazo adecuado para él. Su traje HEV fue dañado por el ataque de los Advisors. 
En la escena poscréditos, después de la "resurrección" de Eli Vance, el jugador controla brevemente a Gordon mientras Eli jura vengarse de G-Man por "quitarle" a su hija.